# NGC 7100
NGC 7100 – gwiazda znajdująca się w gwiazdozbiorze Pegaza. Zaobserwował ją Guillaume Bigourdan 31 sierpnia 1886 roku i skatalogował jako obiekt typu „mgławicowego”. Błąd w opublikowanych współrzędnych, powielony później przez New General Catalogue, sprawił jednak, że niektóre źródła (np. baza SIMBAD) jako NGC 7100 identyfikują znajdującą się w pobliżu galaktykę, której poprawna nazwa to NGC 7101.